# Copa Árabe Sub-20 2021
La Copa Árabe Sub-20 2021 fue la cuarta  edición de dicho torneo. Se llevó  a cabo en Egipto del 20 de junio  al 6 de julio y contó con la participación de 16 selecciones juveniles de África y Medio oriente.
Arabia Saudita conquistó su 1º título tras ganar en la final a Argelia por el marcador de 2-1.

## Sedes
El Estadio 30 de Junio se incluyó posteriormente como sede de los partidos del Grupo D debido al mal estado del Estadio de la Academia de Policía.
| Ciudad   | Estadio                           | Capacidad |
| -------- | --------------------------------- | --------- |
| El Cairo | Estadio Internacional de El Cairo | 75,000    |
| El Cairo | Estadio Osman Ahmed Osman         | 35,000    |
| El Cairo | Estadio 30 de Junio               | 30,000    |
| El Cairo | Estadio Petro Sport               | 16,000    |
| El Cairo | Estadio de la Academia de Policía | 12,000    |

## Participantes
- En cursiva los equipos debutantes.

| - Argelia - Comoras - Yibuti - Egipto (anfitrión) - Irak - Líbano - Mauritania - Marruecos | - Níger (invitado) - Arabia Saudita - Senegal (invitado) - Tayikistán (invitado) - Túnez - Emiratos Árabes Unidos - Uzbekistán (invitado) - Yemen |

## Fase de grupos

### Grupo A
| Equipo     | PJ | PG | PE | PP | GF | GC | Dif. | Pts |
| ---------- | -- | -- | -- | -- | -- | -- | ---- | --- |
| Egipto     | 3  | 3  | 0  | 0  | 7  | 1  | +6   | 9   |
| Argelia    | 3  | 1  | 1  | 1  | 3  | 3  | 0    | 4   |
| Níger      | 3  | 0  | 2  | 1  | 2  | 4  | −2   | 2   |
| Mauritania | 3  | 0  | 1  | 2  | 1  | 5  | −4   | 1   |

| Fecha                      | Lugar    |            |                       | Resultado |                       |            |
| -------------------------- | -------- | ---------- | --------------------- | --------- | --------------------- | ---------- |
| 20 de junio de 2021, 16:00 | El Cairo | Egipto     | Bandera de Egipto     | 2:0       | Bandera de Niger      | Níger      |
| 20 de junio de 2021, 19:00 | El Cairo | Mauritania | Bandera de Mauritania | 0:1       | Bandera de Argelia    | Argelia    |
| 23 de junio de 2021, 16:00 | El Cairo | Argelia    | Bandera de Argelia    | 0:1       | Bandera de Egipto     | Egipto     |
| 23 de junio de 2021, 19:00 | El Cairo | Níger      | Bandera de Niger      | 0:0       | Bandera de Mauritania | Mauritania |
| 26 de junio de 2021, 16:00 | El Cairo | Egipto     | Bandera de Egipto     | 4:1       | Bandera de Mauritania | Mauritania |
| 26 de junio de 2021, 16:00 | El Cairo | Argelia    | Bandera de Argelia    | 2:2       | Bandera de Niger      | Níger      |

### Grupo B
| Equipo                 | PJ | PG | PE | PP | GF | GC | Dif. | Pts |
| ---------------------- | -- | -- | -- | -- | -- | -- | ---- | --- |
| Marruecos              | 3  | 3  | 0  | 0  | 15 | 1  | +14  | 9   |
| Tayikistán             | 3  | 2  | 0  | 1  | 9  | 8  | +1   | 6   |
| Emiratos Árabes Unidos | 3  | 1  | 0  | 2  | 10 | 8  | +2   | 3   |
| Yibuti                 | 3  | 0  | 0  | 3  | 0  | 17 | −17  | 0   |

| Fecha                      | Lugar    |                        |                                   | Resultado |                                   |                        |
| -------------------------- | -------- | ---------------------- | --------------------------------- | --------- | --------------------------------- | ---------------------- |
| 20 de junio de 2021, 16:00 | El Cairo | Marruecos              | Bandera de Egipto                 | 6:1       | Bandera de Tayikistán             | Tayikistán             |
| 20 de junio de 2021, 19:00 | El Cairo | Emiratos Árabes Unidos | Bandera de Emiratos Árabes Unidos | 8:0       | Bandera de Yibuti                 | Yibuti                 |
| 23 de junio de 2021, 16:00 | El Cairo | Yibuti                 | Bandera de Yibuti                 | 0:4       | Bandera de Marruecos              | Marruecos              |
| 23 de junio de 2021, 19:00 | El Cairo | Tayikistán             | Bandera de Tayikistán             | 3:2       | Bandera de Emiratos Árabes Unidos | Emiratos Árabes Unidos |
| 26 de junio de 2021, 19:00 | El Cairo | Marruecos              | Bandera de Marruecos              | 5:0       | Bandera de Emiratos Árabes Unidos | Emiratos Árabes Unidos |
| 26 de junio de 2021, 19:00 | El Cairo | Yibuti                 | Bandera de Yibuti                 | 0:5       | Bandera de Tayikistán             | Tayikistán             |

### Grupo C
| Equipo  | PJ | PG | PE | PP | GF | GC | Dif. | Pts |
| ------- | -- | -- | -- | -- | -- | -- | ---- | --- |
| Senegal | 3  | 2  | 1  | 0  | 11 | 3  | +8   | 7   |
| Comoras | 3  | 2  | 0  | 1  | 8  | 9  | −1   | 6   |
| Irak    | 3  | 1  | 1  | 1  | 6  | 5  | +1   | 4   |
| Líbano  | 3  | 0  | 0  | 3  | 2  | 10 | −8   | 0   |

| Fecha                      | Lugar    |         |                    | Resultado |                    |         |
| -------------------------- | -------- | ------- | ------------------ | --------- | ------------------ | ------- |
| 21 de junio de 2021, 16:00 | El Cairo | Senegal | Bandera de Senegal | 5:1       | Bandera de Líbano  | Líbano  |
| 21 de junio de 2021, 19:00 | El Cairo | Irak    | Bandera de Irak    | 3:4       | Bandera de Comoras | Comoras |
| 24 de junio de 2021, 16:00 | El Cairo | Comoras | Bandera de Comoras | 1:5       | Bandera de Senegal | Senegal |
| 24 de junio de 2021, 19:00 | El Cairo | Líbano  | Bandera de Líbano  | 0:2       | Bandera de Irak    | Irak    |
| 27 de junio de 2021, 16:00 | El Cairo | Senegal | Bandera de Senegal | 1:1       | Bandera de Irak    | Irak    |
| 27 de junio de 2021, 16:00 | El Cairo | Comoras | Bandera de Comoras | 3:1       | Bandera de Líbano  | Líbano  |

### Grupo D
| Equipo         | PJ | PG | PE | PP | GF | GC | Dif. | Pts |
| -------------- | -- | -- | -- | -- | -- | -- | ---- | --- |
| Túnez          | 3  | 3  | 0  | 0  | 5  | 1  | +4   | 9   |
| Arabia Saudita | 3  | 2  | 0  | 1  | 5  | 3  | +2   | 6   |
| Yemen          | 3  | 1  | 0  | 2  | 4  | 5  | −1   | 3   |
| Uzbekistán     | 3  | 0  | 0  | 3  | 1  | 6  | −5   | 0   |

| Fecha                      | Lugar    |                |                           | Resultado |                           |                |
| -------------------------- | -------- | -------------- | ------------------------- | --------- | ------------------------- | -------------- |
| 21 de junio de 2021, 16:00 | El Cairo | Túnez          | Bandera de Túnez          | 2:0       | Bandera de Yemen          | Yemen          |
| 21 de junio de 2021, 19:00 | El Cairo | Arabia Saudita | Bandera de Arabia Saudita | 2:0       | Bandera de Uzbekistán     | Uzbekistán     |
| 24 de junio de 2021, 16:00 | El Cairo | Uzbekistán     | Bandera de Uzbekistán     | 0:1       | Bandera de Túnez          | Túnez          |
| 24 de junio de 2021, 19:00 | El Cairo | Yemen          | Bandera de Yemen          | 1:2       | Bandera de Arabia Saudita | Arabia Saudita |
| 27 de junio de 2021, 19:00 | El Cairo | Túnez          | Bandera de Túnez          | 2:1       | Bandera de Arabia Saudita | Arabia Saudita |
| 27 de junio de 2021, 19:00 | El Cairo | Uzbekistán     | Bandera de Uzbekistán     | 1:3       | Bandera de Yemen          | Yemen          |

## Fase final
MUNDIAL SUB 13 2024

### Semifinales
| Fecha                     | Lugar    |         |                    | Resultado |                           |                |
| ------------------------- | -------- | ------- | ------------------ | --------- | ------------------------- | -------------- |
| 3 de julio de 2021, 17:00 | El Cairo | Egipto  | Bandera de Egipto  | 2:3       | Bandera de Arabia Saudita | Arabia Saudita |
| 3 de julio de 2021, 20:00 | El Cairo | Argelia | Bandera de Argelia | 2:0       | Bandera de Túnez          | Túnez          |

### Final
| Fecha                     | Lugar    |                |                           | Resultado |                    |         |
| ------------------------- | -------- | -------------- | ------------------------- | --------- | ------------------ | ------- |
| 6 de julio de 2021, 17:00 | El Cairo | Arabia Saudita | Bandera de Arabia Saudita | 2:1       | Bandera de Argelia | Argelia |

## Campeón
| Copa Árabe Sub-20 2021     |
| -------------------------- |
| Bandera de Arabia Saudita  |
| Arabia Saudita 1.er título |

## Goleadores
- Actualizado el 6 de julio de 2021.

| Jugador         | Selección      | Goles |
| --------------- | -------------- | ----- |
| Mohamed Radid   | Marruecos      | 6     |
| Souleymane Faye | Senegal        | 5     |
| Omar Sadik      | Marruecos      | 4     |
| Mahmoud Adel    | Comoras        | 4     |
| Yousef Mohamed  | Egipto         | 4     |
| Abduallah Radef | Arabia Saudita | 4     |